# Антонитеркирхе (Берн)
Антонитеркирхе (нем. Antoniterkirche или нем. Antonierkirche) — готическая церковь в центре города Берн, по адресу улица Постгассе, дом 62. 

## История и описание
Госпитальное братство святого Антония появилось в Берне ранее 1283 года. В 1528 году церковь братства была секуляризирована, а с 1533 — использовалась как амбар. В период с 1839 по 1843 год бывшая церковь служила выставочным залом для местного антикварного общества. В 1860 году община города приобрела здание и несколько последующих десятилетий использовала его для хозяйственных нужд. С момента основания в 1956 году лютеранский приход Берна использует это здание как храм. С 1944 года в его крипте находится небольшая православная церковь.